# Peggy Sue gifte sig
Peggy Sue gifte sig (engelska: Peggy Sue Got Married) är en amerikansk dramakomedifilm från 1986 i regi av Francis Ford Coppola. I huvudrollerna ses Kathleen Turner och Nicolas Cage.

## Handling
Filmen handlar om Peggy Sue en nyskild tvåbarnsmor, som på en återförening för sin gamla skolklass svimmar och därefter vaknar upp som tonåring, 25 år tidigare med en chans att förändra sitt liv. Eftersom hon fortfarande har en 40-årig kvinnas erfarenheter blir det komplikationer, särskilt när hon har en träff.

## Om filmen
Filmen regisserades av Francis Ford Coppola. Huvudrollen spelas av Kathleen Turner. Flera av filmens birollsinnehavare blev senare stora stjärnor, bland andra Nicolas Cage, Jim Carrey, Helen Hunt, Joan Allen, Catherine Hicks och Sofia Coppola.
Filmen nominerades till tre Oscar; Kathleen Turner för bästa kvinnliga huvudroll, Jordan Cronenweth för bästa foto och Theadora Van Runkle för bästa kostym.

## Rollista i urval
| Kathleen Turner   | – Peggy Sue           |
| Nicolas Cage      | – Charlie Bodell      |
| Barry Miller      | – Richard Norvik      |
| Catherine Hicks   | – Carol Heath         |
| Joan Allen        | – Maddy Nagle         |
| Kevin J. O'Connor | – Michael Fitzsimmons |
| Jim Carrey        | – Walter Getz         |
| Lisa Jane Persky  | – Delores Dodge       |
| Barbara Harris    | – Evelyn Kelcher      |
| Don Murray        | – Jack Kelcher        |
| Sofia Coppola     | – Nancy Kelcher       |
| Helen Hunt        | – Beth Bodell         |
| Glenn Withrow     | – Terry               |